# Élections générales britanno-colombiennes de 2009
La 39e élection générale britanno-colombienne a eu lieu le 12 mai 2009, afin d'élire les 85 députés de la 39e législative de l'Assemblée législative de la province canadienne de la Colombie-Britannique. Le Parti libéral de la Colombie-Britannique a formé le gouvernement de la province durant cette élection générale sous la direction du premier ministre Gordon Campbell. Le Nouveau Parti démocratique sous la direction de Carole James est l'Opposition officielle.
Le taux de participation était de 55,14 % des électeurs inscrits (1 651 567 votes exprimés sur 2 995 465 électeurs inscrits), et Election BC indique que 50,99 % des électeurs éligibles (incluant ceux qui n'étaient pas inscrits sur les listes électorales au moment du scrutin) ont voté.

## Campagne électorale

### Sondages
| Dernier jour du sondage | Libéral | NPD   | Vert | Conse. | Autres | Sondeur    | Échantillon | ME   | Source |
| ----------------------- | ------- | ----- | ---- | ------ | ------ | ---------- | ----------- | ---- | ------ |
| Dernier jour du sondage |         |       |      |        |        | Sondeur    | Échantillon | ME   | Source |
| Résultats               | 45,82   | 42,15 | 8,21 | 2,10   | 1,72   |            |             |      |        |
| 7 mai 2009              | 47      | 39    | 10   | NC     | 4      | Ipsos      | 800         | ±3.5 | 1, 2   |
| 7 mai 2009              | 47      | 38    | 12   | NC     | 3      | Mustel     | NC          | NC   |        |
| 6 mai 2009              | 44      | 42    | 10   | 2      | 2      | Angus Reid | 1,013       | ±3.1 |        |
| 2 mai 2009              | 47      | 36    | 13   | NC     | 5      | Environics | NC          | NC   |        |
| 28 avril 2009           | 42      | 39    | 13   | 3      | 3      | Angus Reid | NC          | NC   |        |
| 7 avril 2009            | 52      | 35    | 12   | NC     | 1      | Mustel     | 483         | ±4.5 |        |
| 25 mars 2009            | 43      | 37    | 13   | 4      | 3      | Angus Reid | NC          | NC   |        |
| 24 mars 2009            | 46      | 35    | 15   | NC     | 4      | Ipsos      | NC          | NC   |        |
| 10 février 2009         | 52      | 36    | 12   | NC     | 1      | Mustel     | NC          | NC   |        |
| 15 janvier 2009         | 47      | 33    | 16   | NC     | 4      | Mustel     | NC          | NC   |        |
| Élections de 2005       | 45,80   | 41,52 | 9,18 | 0,55   | 2,95   |            |             |      |        |

## Résultats
|                           |                            |                           |           |       |      |        |        |        |     |  |
| Parti                     | Parti                      | Chef                      | Votes     | %     | +/–  | Sièges | Sièges | Sièges | +/– |  |
| Parti                     | Parti                      | Chef                      | Votes     | %     | +/–  | 2005   | diss.  | Élus   | +/– |  |
|                           | Parti libéral              | Gordon Campbell           | 751 661   | 45,82 | 0,02 | 46     | 42     | 49     | 3   |  |
|                           | Nouveau Parti démocratique | Carole James              | 691 564   | 42,15 | 0,63 | 33     | 34     | 35     | 2   |  |
|                           | Parti vert                 | Jane Sterk                | 134 616   | 8,21  | 0,90 | 0      | 0      | 0      | 0   |  |
|                           | Parti conservateur         | Wilf Hanni                | 34 451    | 2,10  | 1,55 | 0      | 0      | 0      | 0   |  |
|                           | Indépendants               | Indépendants              | 17 253    | 1,05  | 0,05 | 0      | 0      | 1      | 1   |  |
|                           | Autres partis              | Autres partis             | 10 997    | 0,67  | 1,35 | 0      | 0      | 0      | 0   |  |
|                           |                            |                           |           |       |      |        |        |        |     |  |
| Votes valides             | Votes valides              | Votes valides             | 1 640 542 | 99,33 |      |        |        |        |     |  |
| Votes blancs et invalides | Votes blancs et invalides  | Votes blancs et invalides | 11 025    | 0,67  |      |        |        |        |     |  |
| Total                     | Total                      | Total                     | 1 651 567 | 100   | -    | 79     | 79     | 85     | 6   |  |
| Abstention                | Abstention                 | Abstention                | 1 343 898 | 44,86 |      |        |        |        |     |  |
| Inscrits / participation  | Inscrits / participation   | Inscrits / participation  | 2 995 465 | 55,14 |      |        |        |        |     |  |